# I Want To Hold Your Hand
I Want to Hold Your Hand (укр. Я хочу тримати тебе за руку) — пісня «The Beatles». Випущена на п'ятому синглі групи 29 листопада 1963 фірмою «Parlophone Records». Крім заголовної композиції платівка містить пісню «This Boy» на другій стороні.
До моменту виходу платівки в Британії на неї було зібрано більше одного мільйона замовлень. Перший тираж склав 700 000 примірників. 7 грудня «Сорокапятка» очолила національний хіт-парад і залишалася на цій позиції 4 тижні. За підсумками 1963 сингл був визнаний другим за популярністю після «She Loves You», було розпродано понад 1 млн 250 тис. копій. За даними компанії EMI на січень 1968 року «I Want to Hold Your Hand» була продана в кількості 1 млн 509 тис. штук.
26 грудня 1963 американською фірмою «Capitol Records» був випущений сингл з аналогічною назвою. На звороті американської пластинки була записана пісня «I Saw Her Standing There» з дебютного альбому.